# Parasymbellia inermis
Parasymbellia inermis är en insektsart som beskrevs av Marius Descamps 1964. Parasymbellia inermis ingår i släktet Parasymbellia och familjen Euschmidtiidae. Inga underarter finns listade i Catalogue of Life.